# Beaver, Pennsylvania

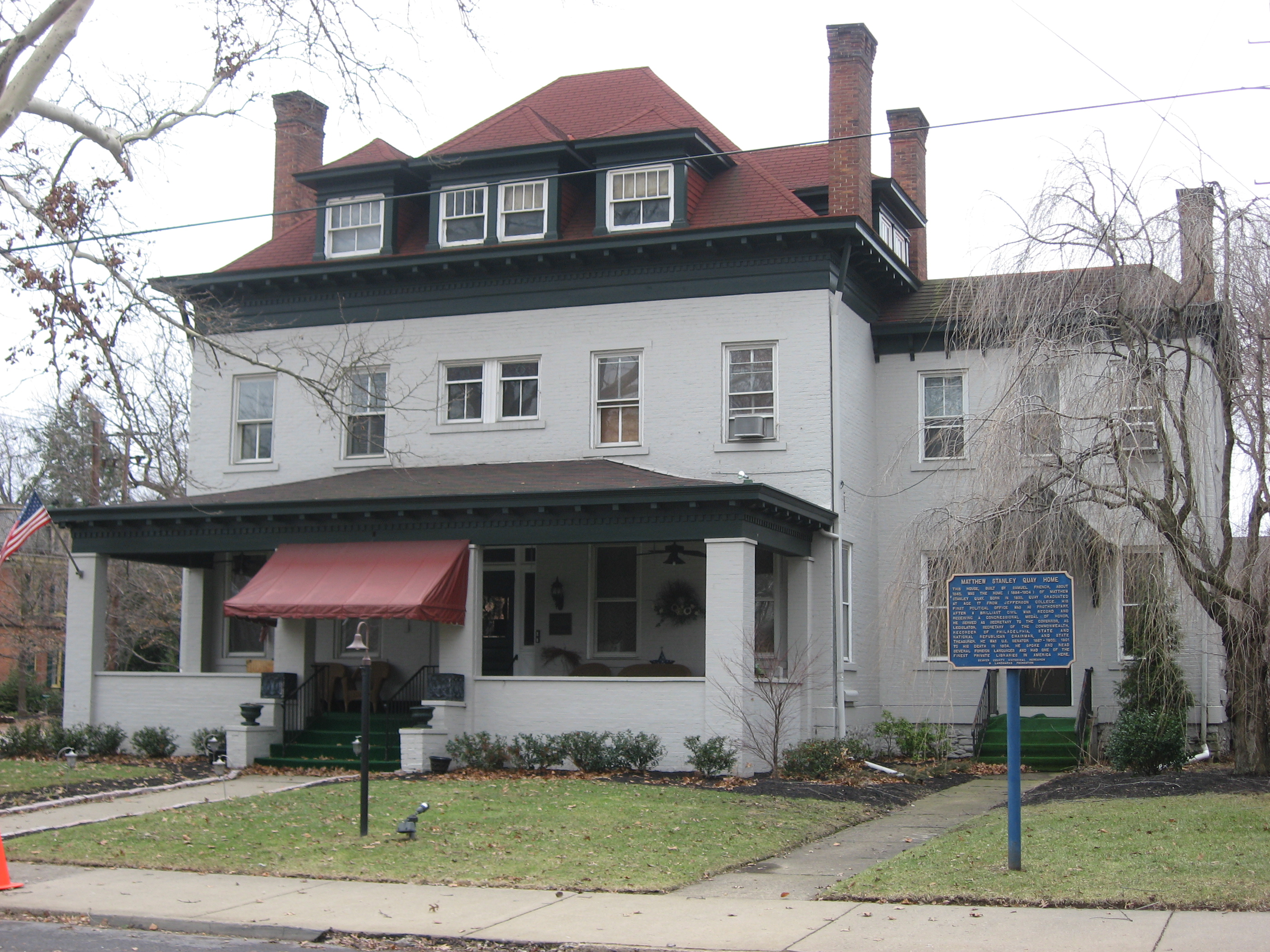
Matthew Quays hus i Beaver

Beaver är en ort av typen borough i den amerikanska delstaten Pennsylvania med en yta av 2,8 km² och en folkmängd, som uppgår till 4 775 invånare. Beaver är administrativ huvudort i Beaver County, Pennsylvania.
Senator Matthew Quay, en mäktig politisk boss, bodde i Beaver och han gravsattes på begravningsplatsen Beaver Cemetery.